# Azteca mayrii
Azteca mayrii är en myrart som beskrevs av Carlo Emery 1893. Azteca mayrii ingår i släktet Azteca och familjen myror. Inga underarter finns listade.